# Acrolophus hirsutus
Acrolophus hirsutus är en fjärilsart som beskrevs av Walsingham 1887. Acrolophus hirsutus ingår i släktet Acrolophus och familjen Acrolophidae. Inga underarter finns listade i Catalogue of Life.